# Ali Radjel
Ali Radjel Cheikh Bachir, más conocido como Ali Radjel, (Sahara Occidental, 18 de enero de 1998) es un futbolista saharáui, que cuenta, además, con las nacionalidades argelina y española, que juega de extremo en el C.F. La Solana de la Tercera División, aunque ha debutado ya con el primer equipo del Numancia como profesional, al disputar algunos minutos en la derrota por 1-2 frente al Cádiz C. F., en un partido de Segunda División.

## Carrera deportiva
Ali Radjel se formó como futbolista en la cantera del Conquense y del Rayo Vallecano, debutando como profesional en 2017, después de fichar por el Utenis Utena, de la Primera División de Lituania.
En febrero de 2018 ficha por el Atlético Monzón, de la Tercera División, con el que terminó la temporada.
Ese mismo verano, fichó por la U. D. Logroñés, en un principio para su filial, aunque terminó logrando participar con el primer equipo en Segunda División B. Con el Logroñés B logró 20 goles en 33 partidos, lo que le llevó a fichar por el C. D. Numancia, que lo fichó también para su filial.
Sin embargo, el futbolista logra hacerse un hueco en los planes del entrenador del primer equipo, Luis Carrión, debutando el 18 de junio de 2020 en Segunda División, en la derrota del Numancia por 1-2 frente al Cádiz C. F.

## Clubes
| Club             | País     | Año         |
| ---------------- | -------- | ----------- |
| Utenis Utena     | Lituania | 2017        |
| Atlético Monzón  | España   | 2018        |
| U. D. Logroñés B | España   | 2018 - 2019 |
| U. D. Logroñés   | España   | 2018        |
| Numancia B       | España   | 2019 - Act. |
| Numancia         | España   | 2020 - Act. |